# ゴッタセッカ
ゴッタセッカ（伊: Gottasecca）は、イタリア共和国ピエモンテ州クーネオ県にある、人口約100人の基礎自治体（コムーネ）。

## 地理

### 位置・広がり

#### 隣接コムーネ
隣接するコムーネは以下の通り。括弧内のSVはサヴォーナ県所属を示す。
- カイロ・モンテノッテ (SV)
- カメラーナ
- カステッレット・ウッツォーネ
- デーゴ (SV)
- モネジーリオ
- プルネット
- サリチェート

#### 地震分類
イタリアの地震リスク階級 (it) では、4 
に分類される。